# (28571) Hannahlarson
(28571) Hannahlarson est un astéroïde de la ceinture principale d'astéroïdes.

## Description
(28571) Hannahlarson est un astéroïde de la ceinture principale d'astéroïdes. Il fut découvert le 5 mars 2000 à Socorro (Nouveau-Mexique) par le projet LINEAR. Il présente une orbite caractérisée par un demi-grand axe de 2,30 UA, une excentricité de 0,11 et une inclinaison de 7,2° par rapport à l'écliptique.

## Compléments